# Garcilaso de la Vega
Garcilaso de la Vega (n. 1501 sau 1503, Toledo - d. 14 octombrie 1536, Le Muy, Franța) a fost un poet și militar din „Secolul de aur” spaniol. Este considerat unul din cei mai mari scriitori de expresie spaniolă din istorie.

## Viața
Garcilaso de la Vega era descendent, din partea tatălui, a lui Íñigo López de Mendoza, marchiz de Santillana, iar, din partea mamei, a lui Fernán Pérez de Guzmán. S-a născut probabil la Toledo, conform unora în 1501, și a altora în 1503. A rămas orfan de tată și a primit o educație riguroasă la Curte, unde l-a cunoscut în 1519 pe cel care avea să fie bunul său prieten, cavalerul catalan Juan Boscán. Cu siguranță că lui Boscán i se datorează aprecierea pe care Garcilaso o avea pentru lirica valencianului Ausiàs March, care a influențat într-o anumită măsură opera lui Garcilaso. 
Garcilaso a intrat în 1520 în serviciul regelui Carol I al Spaniei, în calitate de membru permanent al gărzii regale. A învățat greacă, latină, italiană, franceză, muzică și scrimă. A avut o aventură cu o doamnă din Comunitatea toledană, care i-a dăruit un fiu, recunoscut postum. În anii următori a luptat în războiul Comunităților și a fost rănit; a participat de asemenea în asediul orașului său natal (1522); la sfârșitul lui 1522 a pornit alături de Juan Boscán și Pedro de Toledo, viitor vicerege al Napoli, într-o expediție de ajutorare care avea drept scop (neatins) evitarea căderii insulei Rodos în mâna turcilor; a fost grav rănit. 
Întors în Spania, a fost numit cavaler al Ordinului Santiago, iar în 1524 s-a luptat cu francezii cu ocazia asediului de la Fuenterrabía. După ce s-a întors la Toledo, s-a căsătorit în 1525 cu Elena de Zúñiga, dama doñei Leonor, sora lui Carol Quintul; astfel Garcilaso a ajuns să facă parte din suita acesteia. Din acea perioadă datează primele sale poeme, bazate pe estetica liricii cancionerelor, de care se va dezice după puțin timp; este de asemenea guvernator al orașului său natal pentru un timp. 
În 1527 însoțește Curtea într-o călătorie spre diferite orașe spaniole, și se îndrăgostește platonic de o damă portugheză a reginei, Isabel Freyre, pe care o cântă, sub numele anagramat Elisa, în versurile sale inspirate de ea. Aceeași damă este destinatara versurilor amicului său, poetul și diplomatul portughez Francisco Sa de Miranda, unde este numită Celia. În 1528 Garcilaso își dictează testamentul în Barcelona, unde recunoaște paternitatea fiului său ilegitim și destinează o sumă mică de bani pentru educația lui; puțin după aceea îi înmânează lui Boscán o colecție a operelor sale, pentru a fi revizate, după care pleacă la Roma, unde asistă în 1529 la încoronarea ca împărat a lui Carol Quintul, și de asemenea luptă cu vitejie împotriva francezilor pentru cucerirea Florenței (1530). Este numit pentru scurt timp ambasador în Franța. Dar cum a servit drept martor la nunta unui nepot de-al său (1531), care era fiul fratelui lui Garcilaso, comunerul Pedro Laso, împăratul a fost dezgustat de participarea lui Garcilaso și a ordonat arestarea sa. A fost arestat în Tolosa și s-a decis exilarea sa pe o insulă a Dunării, aproape de Regensburg, care a fost descrisă de poet în „Canción III”. Intervenția lui Pedro de Toledo, pe atunci deja vicerege de Napoli, în favoarea lui Garcilaso, a fost crucială : profitând de faptul că în acei ani turcii începeau să amenințe Viena, Pedro de Toledo l-a convins pe împărat că era nevoie de Garcilaso, care a fost mobilizat să-l ajute pe ducele de Alba. Astfel, poetul a abandonat Dunărea în 1532, unde era oaspetele baronului György Cseszneky, castelan de Győr, și s-a stabilit în Napoli.

## Traiectoria poetică
Etapele poeziei lui Garcilaso sunt împărțite în funcție de șederile sale la Napoli (întâi 1522-1523, apoi 1533). Înainte să ajungă la Napoli lirica sa nu a fost influențată de Petrarca, tocmai în Napoli îi descoperă pe autorii italieni. După prima ședere se pot observa influențe ale liricii italiene, atât datorită unor autori anteriori precum Francesco Petrarca, cât și unor autori contemporani cu Garcilaso, precum Jacopo Sannazaro, autor al cărții „Arcadia”, publicată în 1504. Garcilaso își va „apropria” lumea descrisă în „Arcadia”, în care sunete, culori... invită la meditație, acompaniind sentimentele. O altă influență este Ludovico Ariosto, de la care împrumută tema nebuniei dragostei. 
În Italia Garcilaso și-a întărit orientarea clasicistă, deja învățat de la umaniștii castiliani de la Curte, și îi redescoperă pe Virgiliu cu „Bucolicele” sale, pe Ovidiu cu „Metamorfozele” sale și pe Horațiu cu „Odele” sale, precum și pe autorii greci pe care îi studiază. 
Opera poetică a lui Garcilaso de la Vega, compusă din treizeci și opt de sonete, cinci cântece, o odă în lire, două elegii, o epistolă, trei egloge, șapte cuplete castiliane și trei ode latine, a fost publicată prima dată în 1543, ca apendice la „Opere” de Juan Boscán. Creația lirică a lui Garcilaso de la Vega, expresia maximă a Renașterii castiliene, a devenit de la bun început o referință necesară pentru poeții spanioli, care de atunci n-au putut ignora revoluția metrică și estetică realizată de Garcilaso, care a introdus, alături de Juan Boscán și don Diego Hurtado de Mendoza o serie de strofe (terțet, sonet, liră, octavă regală, endecasilabi liberi, cântec în „estancia”, adică o strofă formată din mai multe de șase versuri endecasilabe și heptasilabe, care rimează în consonanță cu liberul arbitru al poetului, și a cărei structuri se repetă de-a lungul poemului), versul endecasilab, cu ritmul său tritonic, mult mai flexibil decât rigidul și monotonul dodecasilab, precum și repertoriul temelor, structurilor și procedeelor stilistice specifice lui Petrarca.  
Limbajul lui Garcilaso este clar și neted, conform idealelor amicului său Juan de Valdés : selecție, precizie și naturalitate, cuvânt oral mai degrabă decât scris; preferă cuvintele uzuale și autentice față de cultismele străine limbii, caută echilibrul clasic, stilizarea acelui nobilitare renascentist a unei limbi vulgare, și precizia înainte de orice. După cum afirmă în „Égloga tercera” : 
 „Más a las veces son mejor oídos 

el puro ingenio y lengua casi muda, 

testigos limpios de ánimo inocente, 

que la curiosidad del elocuente.” 
(„Dar de mai multe ori se aud mai bine

purul ingeniu și limba aproape mută, 

martori curați ai sufletului inocent, 

decât curiozitatea elocventului.”)
Adică, e de preferat a se evita retorica pompoasă și exprimarea forțată și cultă, pentru ca poezia să poată apărea ca sinceră, autentică și spontană; obiectivul poeziei este să fie „auzită”, este comunicarea sentimentelor, nu stârnirea admirației curtezane. Astfel, Garcilaso preferă tonul intim, personal și confidențial în poezie, față de retorica și pompa tonurilor marțiale sau culta exhibiție curtezană a ingeniului, punând în acest fel prima piatră a unui curent liric hispanic care va ajunge până în lirica lui Bécquer.
Stilul lui Garcilaso este unul foarte caracteristic : este preocupat în mod special de muzicalitatea versurilor, folosind aliterația și un ritm bazat pe cele trei axe accentuale ale endecasilabului. Folosește într-un mod asiduu epitetul, cu intenția de a crea o lume idealizată, în care obiectele sunt arhetipizate și stilizate, la modul platonismului. Pe de altă parte, este foarte abil în descrierea a ceea ce este fugitiv și fugace; lirica sa produce o senzație vivace a timpului și este impregnată de melancolia datorată trecerii timpului, pe care el a numit-o „dureroasa simțire” : 
„No me podrán quitar el dolorido 

sentir, si ya primero 

no me quitan el sentido.”
(„Nu îmi vor putea lua dureroasa 

simțire, dacă întâi

nu îmi vor lua simțirea.”)
Peisajul este unul arcadic, dar instalat riguros în moșiile manchege din Toledo, pe malul râului Tajo. Apar temele mitologice, ca alternativă la temele religioase : Garcilaso nu a scris nici un vers cu temă religioasă. Mitologia trezea în el o mare emoție estetică și se identifica în totalitate cu unele mituri, precum cel al lui Apollo și Daphne. După cum notează Margot Arce Blanco, unul dintre principalii săi exegeți, temele sale favorite sunt sentimentul absenței, conflictul dintre rațiune și pasiune, trecerea timpului și cântul unei Naturi idilice, care servește de contrast pentru sentimentele dureroase ale poetului. Garcilaso crede într-o lume transcendentală, care nu este cea religioasă creștină, ci cea păgână : 
„Contigo mano a mano 

busquemos otros prados y otros ríos, 

otros valles floridos y sombríos, 

donde descanse, y siempre pueda verte 

ante los ojos míos, 

sin miedo y sobresalto de perderte.” (Égloga primera)
„Cu tine, mână în mână, 

să căutam alte pajiști, alte râuri, 

alte văi sumbre și înflorite, 

unde să mă odihnesc, și să te pot vedea mereu 

în fața ochilor mei, 

fără teamă și tresărire de a te pierde.” (Égloga primera)